# إدوارد إي. ديفيد جونيور
إدوارد إي. ديفيد جونيور (بالإنجليزية: Edward E. David Jr.)‏ هو مهندس أمريكي، ولد في 25 يناير 1925، وتوفي في 13 فبراير 2017.